# Youngou-Peulh
Ne doit pas être confondu avec Youngou.
Youngou-Peulh est une localité située dans le département de Zabré de la province du Boulgou dans la région Centre-Est au Burkina Faso.

## Démographie
| 2003 | 2006 | 2012 |
| ---- | ---- | ---- |
| 201  | 246  | -    |

En 2006, sur les 246 habitants du village – regroupés en 35 ménages – 55,28 % étaient des femmes, près 49,2 % avaient moins de 14 ans, 48,4 % entre 15 et 64 ans et environ 2 % plus de 65 ans.

## Santé et éducation
Le centre de soins le plus proche de Youngou-Peulh est le centre de santé et de promotion sociale (CSPS) de Youngou tandis que le centre médical avec antenne chirurgicale (CMA) se trouve à Zabré et que le centre hospitalier régional (CHR) est à Tenkodogo .
L'école primaire la plus proche est également à Youngou.